# Maravilha (football)
Pour les articles homonymes, voir Maravilha.
Maravilha, de son nom complet Marlisa Wahlbrink , née le 10 avril 1973 à Porto Alegre, est une footballeuse internationale brésilienne évoluant au poste de gardienne de but.

## Biographie

### En sélection
Internationale brésilienne, elle participe à l'édition 1999 de la Coupe du monde, où le Brésil finit troisième.
Elle participe également aux éditions 2000 (quatrième) et 2004 (médaille d'argent) des Jeux olympiques,.
Avec le Brésil, elle remporte la Copa América en 2003.